# Bolshiye Elbúzdovskiye
Bolshiye Elbuzdovskiye (del ruso: Большие Эльбуздовские) es un jútor del raión de Zernograd del óblast de Rostov de Rusia. Está situado en la orilla izquierda del río Elbuzd, afluente del Kagalnik, 27 km al sur de Zernograd y 73 km al sureste de Rostov del Don, la capital del óblast. 
Pertenece al municipio Guliái-Borísovskoye.